# Kecskeméti TE
Kecskeméti TE je maďarský fotbalový klub sídlící ve městě Kecskemétu. Byl založen roku 1911. Domácím hřištěm klubu je Stadion Széktói s kapacitou 6 300 diváků.

## Trofeje
1 × vítěz maďarského fotbalového poháru (2010/11)